# Živko Atanasov
Živko Stanislavov Atanasov (in bulgaro Живко Станиславов Атанасов?; Vetrino, 3 febbraio 1991) è un calciatore bulgaro, difensore del Černo More Varna e della nazionale bulgara.

## Biografia
È figlio di Jordanka Donkova, ex atleta, specialista nei 100 metri ostacoli, oro alle olimpiadi di Seul 1988, bronzo a quelle di Barcellona 1992 e detentrice del record mondiale nella specialità con 12"21.

## Caratteristiche tecniche
È un difensore centrale.

## Carriera

### Club

#### Giovanili
È cresciuto nelle giovanili del Levski Sofia nelle quali è rimasto fino al 2010.

#### I prestiti a Chavdar e Septemvri Simitli
Il Levski Sofia lo manda per due volte in prestito in seconda serie, prima, nel 2010-2011 al Chavdar, con cui colleziona 31 presenze e poi nel 2011 al Septemvri Simitli, con il quale gioca 11 partite.

#### Cerno More Varna
Nel gennaio 2012 si trasferisce al Černo More Varna, nella massima serie bulgara. Esordisce in campionato nella sconfitta esterna per 2-1 contro il Levski Sofia, sua ex squadra. Il 18 aprile segna il suo primo gol nella vittoria casalinga per 7-1 contro il Kaliakra.

#### Slavia Sofia
Nel luglio 2015 si trasferisce allo Slavia Sofia, dove rimane per 5 mesi, fino a dicembre, collezionando 8 presenze in totale.

#### Juve Stabia
Nel febbraio 2016 va a giocare in Italia, alla Juve Stabia, con cui esordisce il 20 febbraio nel 6-0 casalingo con il Martina. Nella stagione successiva mette a segno il primo gol, nella vittoria in casa per 2-1 contro il Messina del 14 settembre 2016. Termina dopo poco più di una stagione e mezza con 31 presenze e 1 rete.

#### Viterbese Castrense
Il 31 agosto 2017, ultimo giorno di calciomercato, passa a titolo definitivo alla Viterbese Castrense, sempre in Serie C. Debutta il 6 settembre in Coppa Italia Serie C, giocando titolare nel pareggio per 2-2 in casa contro l'Olbia. La prima in campionato arriva quattro giorni dopo, quando entra all' 81' nella vittoria interna per 4-3 sulla Carrarese.
Ha segnato il gol decisivo nella finale di ritorno di Coppa Italia Serie C 2018 - 2019 tra Viterbese e Monza.

#### Catanzaro
Il 16 gennaio 2020 viene acquistato dal Catanzaro. Il 4 agosto 2020 rescinde il proprio contratto coi calabresi.

### Nazionale
Nel 2009 ha giocato alcune partite con la nazionale Under-19 bulgara.

## Statistiche

### Presenze e reti nei club
Statistiche aggiornate al 15 settembre 2024.
| Stagione                   | Squadra                    | Campionato                 | Campionato | Campionato | Coppe nazionali | Coppe nazionali | Coppe nazionali | Coppe continentali | Coppe continentali | Coppe continentali | Altre coppe | Altre coppe | Altre coppe | Totale | Totale | Totale |
| Stagione                   | Squadra                    | Comp                       | Pres       | Reti       | Comp            | Pres            | Reti            | Comp               | Pres               | Reti               | Comp        | Pres        | Reti        | Pres   | Reti   |        |
| -------------------------- | -------------------------- | -------------------------- | ---------- | ---------- | --------------- | --------------- | --------------- | ------------------ | ------------------ | ------------------ | ----------- | ----------- | ----------- | ------ | ------ | ------ |
| 2010-2011                  | Čavdar Etropole            | B                          | 29         | 0          | -               | -               | -               | -                  | -                  | -                  | -           | -           | -           | 29     | 0      |        |
| 2011-gen. 2012             | Septemvri Simitli          | B                          | 11         | 0          | -               | -               | -               | -                  | -                  | -                  | -           | -           | -           | 11     | 0      |        |
| gen.-giu. 2012             | Černo More Varna           | A                          | 14         | 1          | CB              | -               | -               | -                  | -                  | -                  | -           | -           | -           | 14     | 1      |        |
| 2012-2013                  | Černo More Varna           | A                          | 17         | 0          | CB              | 1               | 0               | -                  | -                  | -                  | -           | -           | -           | 18     | 0      |        |
| 2013-2014                  | Černo More Varna           | A                          | 12+7       | 1          | CB              | 3               | 0               | -                  | -                  | -                  | -           | -           | -           | 22     | 1      |        |
| 2014-2015                  | Černo More Varna           | A                          | 13+8       | 0          | CB              | 7               | 1               | -                  | -                  | -                  | -           | -           | -           | 28     | 1      |        |
| 2015-gen. 2016             | Slavia Sofia               | A                          | 8          | 0          | CB              | 1               | 0               | -                  | -                  | -                  | -           | -           | -           | 9      | 0      |        |
| feb.-giu. 2016             | Juve Stabia                | LP                         | 2          | 0          | CI+CI-LP        | -               | -               | -                  | -                  | -                  | -           | -           | -           | 2      | 0      |        |
| 2016-2017                  | Juve Stabia                | LP                         | 21+2       | 1          | CI+CI-LP        | 2+1             | 0               | -                  | -                  | -                  | -           | -           | -           | 26     | 1      |        |
| ago. 2017                  | Juve Stabia                | C                          | 1          | 0          | CI+CI-C         | 2+0             | 0               | -                  | -                  | -                  | -           | -           | -           | 3      | 0      |        |
| Totale Juve Stabia         | Totale Juve Stabia         | Totale Juve Stabia         | 24+2       | 1          |                 | 5               | 0               |                    | -                  | -                  |             | -           | -           | 31     | 1      |        |
| ago. 2017-2018             | Viterbese Castrense        | C                          | 19+2       | 2          | CI-C            | 2               | 0               | -                  | -                  | -                  | -           | -           | -           | 23     | 2      |        |
| 2018-2019                  | Viterbese Castrense        | C                          | 27+2       | 2          | CI+CI-C         | 2+7             | 0+2             | -                  | -                  | -                  | -           | -           | -           | 38     | 4      |        |
| 2019-gen. 2020             | Viterbese Castrense        | C                          | 18         | 2          | CI+CI-C         | 0+1             | 0               | -                  | -                  | -                  | -           | -           | -           | 19     | 2      |        |
| Totale Viterbese Castrense | Totale Viterbese Castrense | Totale Viterbese Castrense | 64+4       | 6          |                 | 12              | 2               |                    | -                  | -                  |             | -           | -           | 80     | 8      |        |
| gen.-giu. 2020             | Catanzaro                  | C                          | 8+2        | 0          | CI+CI-C         | -               | -               | -                  | -                  | -                  | -           | -           | -           | 10     | 0      |        |
| 2020-2021                  | Levski Sofia               | A                          | 23+5       | 2+2        | CB              | 2               | 0               | -                  | -                  | -                  | -           | -           | -           | 30     | 4      |        |
| 2021-2022                  | Černo More Varna           | A                          | 25+4       | 1          | CB              | 2               | 0               | -                  | -                  | -                  | -           | -           | -           | 31     | 1      |        |
| 2022-2023                  | Černo More Varna           | A                          | 27+4       | 1          | CB              | 5               | 0               | -                  | -                  | -                  | -           | -           | -           | 36     | 1      |        |
| 2023-2024                  | Černo More Varna           | A                          | 29+4       | 3+1        | CB              | 1               | 0               | -                  | -                  | -                  | -           | -           | -           | 34     | 4      |        |
| 2024-2025                  | Černo More Varna           | A                          | 8          | 1          | CB              | 0               | 0               | UECL               | 2                  | 0                  | -           | -           | -           | 10     | 1      |        |
| Totale Cerno More Varna    | Totale Cerno More Varna    | Totale Cerno More Varna    | 172        | 9          |                 | 19              | 1               |                    | 2                  | 0                  |             | -           | -           | 193    | 10     |        |
| Totale carriera            | Totale carriera            | Totale carriera            | 352        | 20         |                 | 39              | 3               |                    | 2                  | 0                  |             | -           | -           | 393    | 23     |        |

### Cronologia presenze e reti in nazionale
| Cronologia completa delle presenze e delle reti in nazionale ― Bulgaria | Cronologia completa delle presenze e delle reti in nazionale ― Bulgaria | Cronologia completa delle presenze e delle reti in nazionale ― Bulgaria | Cronologia completa delle presenze e delle reti in nazionale ― Bulgaria | Cronologia completa delle presenze e delle reti in nazionale ― Bulgaria | Cronologia completa delle presenze e delle reti in nazionale ― Bulgaria | Cronologia completa delle presenze e delle reti in nazionale ― Bulgaria | Cronologia completa delle presenze e delle reti in nazionale ― Bulgaria |
| Data                                                                    | Città                                                                   | In casa                                                                 | Risultato                                                               | Ospiti                                                                  | Competizione                                                            | Reti                                                                    | Note                                                                    |
| ----------------------------------------------------------------------- | ----------------------------------------------------------------------- | ----------------------------------------------------------------------- | ----------------------------------------------------------------------- | ----------------------------------------------------------------------- | ----------------------------------------------------------------------- | ----------------------------------------------------------------------- | ----------------------------------------------------------------------- |
| 16-11-2023                                                              | Sofia                                                                   | Bulgaria                                                                | 2 – 2                                                                   | Ungheria                                                                | Qual. Euro 2024                                                         | -                                                                       | 43’ 81’                                                                 |
| 19-11-2023                                                              | Leskovac                                                                | Serbia                                                                  | 2 – 2                                                                   | Bulgaria                                                                | Qual. Euro 2024                                                         | -                                                                       |                                                                         |
| 22-3-2024                                                               | Baku                                                                    | Tanzania                                                                | 0 – 1                                                                   | Bulgaria                                                                | Amichevole                                                              | -                                                                       | 83’                                                                     |
| 25-3-2024                                                               | Baku                                                                    | Azerbaigian                                                             | 1 – 1                                                                   | Bulgaria                                                                | Amichevole                                                              | -                                                                       |                                                                         |
| 4-6-2024                                                                | Bucarest                                                                | Romania                                                                 | 0 – 0                                                                   | Bulgaria                                                                | Amichevole                                                              | -                                                                       | 90’                                                                     |
| 8-6-2024                                                                | Lubiana                                                                 | Slovenia                                                                | 1 – 1                                                                   | Bulgaria                                                                | Amichevole                                                              | -                                                                       | 46’                                                                     |
| 5-9-2024                                                                | Zalaegerszeg                                                            | Bielorussia                                                             | 0 – 0                                                                   | Bulgaria                                                                | UEFA Nations League 2024-2025 - 1º turno                                | -                                                                       |                                                                         |
| 8-9-2024                                                                | Plovdiv                                                                 | Bulgaria                                                                | 1 – 0                                                                   | Irlanda del Nord                                                        | UEFA Nations League 2024-2025 - 1º turno                                | -                                                                       |                                                                         |
| 12-10-2024                                                              | Plovdiv                                                                 | Bulgaria                                                                | 0 – 0                                                                   | Lussemburgo                                                             | UEFA Nations League 2024-2025 - 1º turno                                | -                                                                       | 45’                                                                     |
| 15-10-2024                                                              | Belfast                                                                 | Irlanda del Nord                                                        | 5 – 0                                                                   | Bulgaria                                                                | UEFA Nations League 2024-2025 - 1º turno                                | -                                                                       | 79’                                                                     |
| 15-11-2024                                                              | Lussemburgo                                                             | Lussemburgo                                                             | 0 – 1                                                                   | Bulgaria                                                                | UEFA Nations League 2024-2025 - 1º turno                                | -                                                                       | 62’                                                                     |
| 18-11-2024                                                              | Sofia                                                                   | Bulgaria                                                                | 1 – 1                                                                   | Bielorussia                                                             | UEFA Nations League 2024-2025 - 1º turno                                | -                                                                       | 88’                                                                     |
| 20-3-2025                                                               | Plovdiv                                                                 | Bulgaria                                                                | 1 – 2                                                                   | Irlanda                                                                 | UEFA Nations League 2024-2025 - Play-off                                | -                                                                       | 61’                                                                     |
| Totale                                                                  |                                                                         | Presenze                                                                | 13                                                                      |                                                                         | Reti                                                                    | 0                                                                       |                                                                         |

## Palmarès

### Club

#### Competizioni nazionali
- Coppa di Bulgaria: 1

Černo More Varna: 2014-2015
- Coppa Italia Serie C: 1

Viterbese: 2018-2019